# Omox biporos
Omox biporos és una espècie de peix de la família dels blènnids i de l'ordre dels perciformes.

## Morfologia
- Els mascles poden assolir 4,6 cm de longitud total.[1][2]

## Reproducció
És ovípar.

## Hàbitat
És un peix de clima tropical i associat als esculls de corall.

## Distribució geogràfica
Es troba des del Golf de Tailàndia fins a Papua Nova Guinea, les Illes Ryukyu, Nova Caledònia i Micronèsia (Palau i Pohnpei).